# Krasnosel'skij rajon (San Pietroburgo)
Il Krasnosel'skij rajon (in russo Красносельский район?) è uno dei rajon in cui è suddivisa la città federale di San Pietroburgo, in Russia.